# Gentiana moniliformis
Gentiana moniliformis är en gentianaväxtart som beskrevs av Marquand. Gentiana moniliformis ingår i släktet gentianor, och familjen gentianaväxter. Inga underarter finns listade i Catalogue of Life.